# Golfe Saronique
Le golfe Saronique (en grec moderne : Σαρωνικός κόλπος / Saronikós kólpos), golfe de Salamine ou golfe d'Égine est un golfe de Grèce situé en mer Égée, entre l'Attique au nord-est et le Péloponnèse au sud-ouest. Certains auteurs le qualifient de mer ou de bras de mer.

## Situation géographique
Le golfe est bordé par les côtes de l'Attique au nord et à l'est, de l'isthme de Corinthe au nord-ouest et de la péninsule d'Argolide. Le canal de Corinthe qui coupe à travers l'isthme y débouche. 
Les îles situées au centre du golfe, sont appelées îles Saroniques ou Sporades occidentales. Ce sont  principalement  Égine, Salamine et Poros. 
Le port du Pirée se trouve sur le bord nord-est du golfe.
Des plages bordent une grande part de la côte, de Poros à Épidaure, de Galataki à Kineta, de Mégare à Éleusis et enfin du Pirée jusqu'à Anávyssos.
Le golfe comprend les baies de Cenchrées, de Mégare, de Salamine et d'Eleusis.
Les volcans de la presqu'île de Méthana se trouvent sur la côte nord de l'Argolide.

### Cap
- Cap Lomvardi - SW de Vouliagméni

## Origine du nom et mythologie
Le roi de Trézène Saron qui s'y serait noyé serait à l'origine du nom.

## Histoire
C'est dans ce golfe que vers 480 av. J.-C., la bataille de Salamine se déroula.

## Économie
Le golfe possède des raffineries de pétrole dans toute la partie nord incluant l'est de Corinthe et l'ouest d'Éleusis, Agioi Theodoroi, Aspropyrgos, Skaramangas et Keratsini. Les navires traversent cette voie, le détroit situé entre Salamine et Perama. La production totale de cette région est une des plus importantes de Grèce, la plupart du pétrole est exporté. Ces raffineries sont la production de pétrole majoritairement d'Athènes et du reste de la Grèce.

## Les îles Argo-Saroniques
- Égine
- Poros
- Angistri
- Salamine (Salamis)
- Patroklos...

Hydra, Dokos et Spetses, qui se trouvent au large de la pointe nord-est du Péloponnèse, entre le golfe Saronique et le golfe Argolique, sont parfois incluses dans les îles Saroniques.